# 悟智樂園
悟智樂園（英語：Woozland）是位於臺南市安南區正統鹿耳門聖母廟旁邊的一座遊樂園，為南臺灣第一座主打水上遊樂設施主題樂園，2002年結束營業。

## 沿革

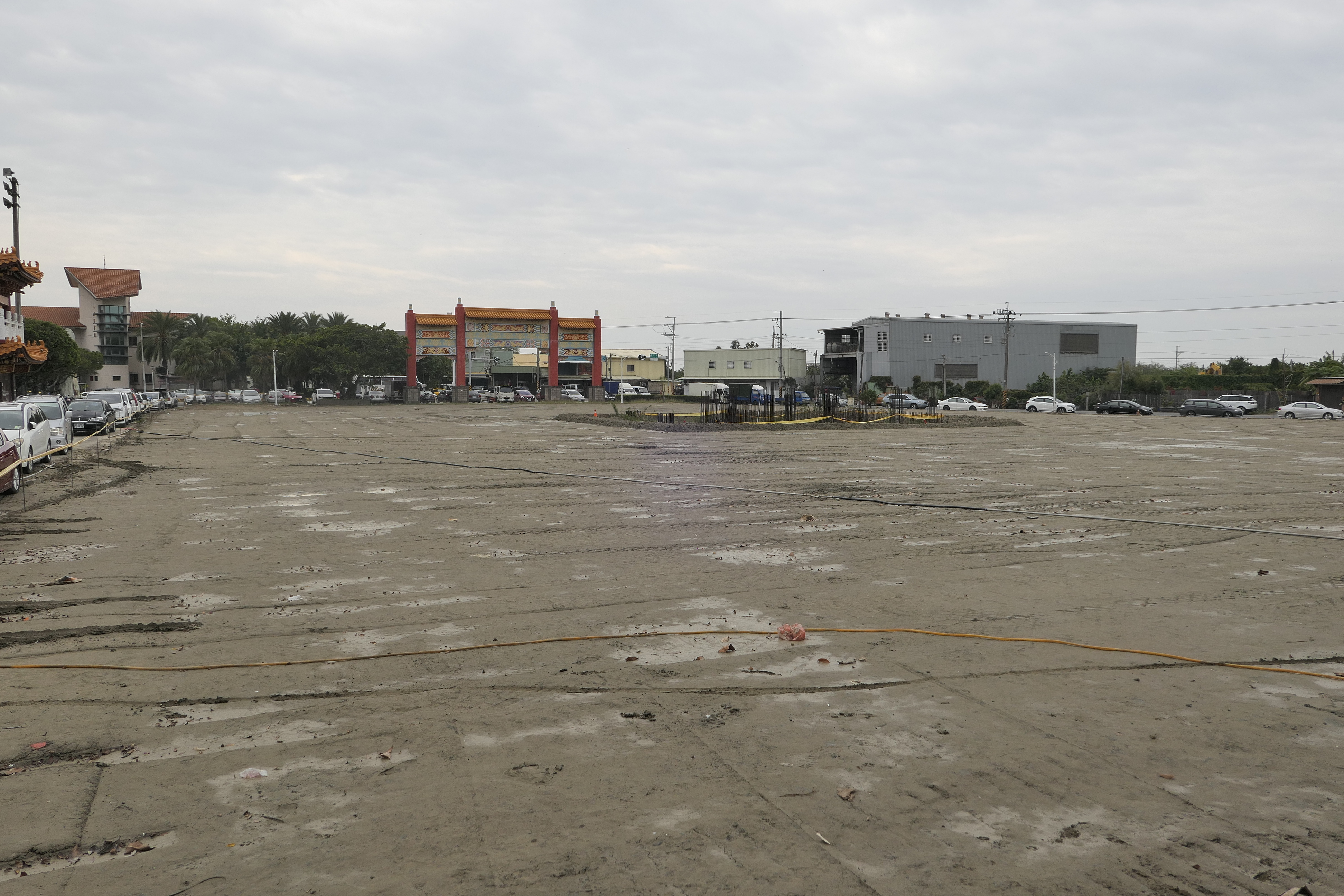
2022年的悟智樂園舊址

- 1986年，業者向正統鹿耳門聖母廟承租土地，興建悟智樂園，占地3公頃[2]，由日商日靖遊樂事業公司與華僑合資經營[3]。
- 1988年，悟智樂園完工並正式開幕[3]。
- 1989年，位於臺北縣八里鄉的八仙樂園正式開幕，與南臺灣的悟智樂園各據一方。
- 1991年，悟智樂園引進3D數位電影設備[4]。
- 1992年，悟智樂園引進來自歐洲的遊樂設施「瘋狂飛車」[5]。
- 1995年，悟智樂園日資轉讓經營權給本土企業[6]。
- 1997年，悟智樂園引進巴西森巴舞[7]。
- 2000年，位於高雄市前鎮區的布魯樂谷正式開幕，號稱南臺灣最大的水上樂園。同年，位於台中縣后里鄉的月眉馬拉灣也正式開幕，為中臺灣水上樂園的首選。悟智樂園面臨來自各方的競爭威脅，遊客逐漸流失中。
- 2002年12月，臺南市政府公告「悟智樂園休園中，無營業情形」[8][9]。
- 2003年4月，悟智樂園再度開放水上設施，但依舊人潮不足，旋即結束營業[10]。
- 2008年5月，悟智樂園發生大火，趕來的消防人員將火勢控制住[11]。
- 2009年10月，正統鹿耳門聖母廟公告發包拆除悟智樂園地上建物，未來將朝觀光產業發展，委託國立成功大學規劃藍圖，包括培植本土戲曲、大型演藝中心[9][12]。原悟智樂園將設點心城及綠化，並規劃單車道，讓遊客騎單車倘佯在花海中[13]。
- 2023年12月，在鹿耳門聖母廟主委王增榮牽線下，悟智樂園原址將興建共融式親子公園：廟徽公園[14]，2024年6月3日開放[15]。

## 概況
- 悟智樂園所在的安南區土城一帶為市郊，除了旁邊著名的鹿耳門聖母廟外，附近全是魚塭和海釣場。剛開幕時，佔地近7000坪，規模為南臺灣最大、也是第一座水上樂園。當時園內遊樂設施水陸兼備，水的部分有全臺第一座滾筒滑道池，陸的部分有360度衝天飛車、720度挑戰號、瘋狂飛車、龍捲飛板、幽靈城堡與大型迷宮等令人驚心動魄的遊樂設施，更有老少咸宜的碰碰車、帝王馬車以及乘龍天子，興盛一時，佔地已可達三公頃，此外還設有咖啡座與日本料理的餐飲中心與精心設計過的商店街[16][17]。
- 90年代末，由於臺灣出國觀光的人數屢創新高，不少80年代興建的遊樂園因遊客數大量銳減，最後只好宣布歇業。同樣，設備已顯老舊的悟智樂園也開始走向沒落，遊客數直往下滑落[18]。2000年，面對布魯樂谷的威脅下，悟智樂園已無力招架。加上傳言老闆近幾年來轉向海外投資失敗，已無心經營該園區，遂於2002年結束營業[19]。
- 悟智樂園歇業後，許多愛好外拍的攝影人士以及愛好廢墟探險的同好慕名前來，亦有小偷來偷竊金屬或線材來變賣。由於該地為土城聖母廟租賃給悟智樂園所屬的公司，所以是私人土地，禁止隨意進入的。雖然如此，還是有人會找入口偷跑進去，也有人向廟方說明來意才獲准進園[20]。
- 由於悟智樂園拆除乃無預警，有些人接獲網友的消息，想趕來拍照留念；但為安全考量與施工方便，工作人員禁示任何閒雜人等進入，僅能在園外拍照留念[21][22]。據網友提供的訊息，園區著名的旋轉木馬被某家婚紗業者買走[23][24][25]。

## 經典廣告台詞
悟智樂園電視廣告代言人豬頭皮自編的廣告歌：「鬱卒的時陣來去悟智樂園！」以台語的「鬱卒」（鬱悶）諧音華語的「悟智」，當時在電視上頻頻播放，是一句耳熟能詳的經典台詞，吸引許多大小朋友前來園區遊玩、戲水。

## 外部連結
- （繁體中文）主題樂園廢墟 - 臺南市悟智樂園 （页面存档备份，存于）

23°04′05″N 120°07′34″E / 23.06805°N 120.126051°E